# Knihy kronik
Knihy kronik (hebrejsky דִבְרֵי־הַיָּמִים‎ divrej ha-jamim, řecky παραλειπωμένα, paraleipómena) neboli 1. a 2. Paralipomenon (Český ekumenický překlad, Bible kralická, Překlad nového světa) či 1. a 2. Letopisů (Překlad 21. století) tvoří součást Starého zákona. V hebrejské bibli se jedná o poslední část Spisů (כְּתוּבִים, Ktuvim‎). Vyprávění knihy je z větší části paralelou k davidovským příběhům v 1. a 2. knize Samuelově a 1. a 2. knize královské a lze ji též chápat jako midraš k těmto spisům. Rozdělení knihy na dvě části odpovídá rozdělení v Septuagintě. Kniha je důležitým historickým pramenem pro studium izraelských dějin až po babylónské zajetí. Autorovi knihy však nešlo ani tak o „kronikářský záznam událostí“, jako spíše o zpracování historických událostí „z hlediska výlučně náboženského“, takže v centru jeho pozornosti stojí především chrámová bohoslužba.